# Văn học hậu hiện đại
Văn học hậu hiện đại là trào lưu văn học xuất hiện sau Chiến tranh thế giới thứ hai tại xã hội Tây phương, đỉnh cao là vào những năm 70, 80, với hàng loạt các kỹ thuật sáng tác và tư tưởng văn nghệ mới để phản ứng lại các quy chuẩn của văn học hiện đại, trong khi đó cũng phát triển thêm các kỹ thuật và giả định cơ bản của văn học hiện đại (xem chủ nghĩa hiện đại, chủ nghĩa hậu hiện đại).